# بورس مالزی

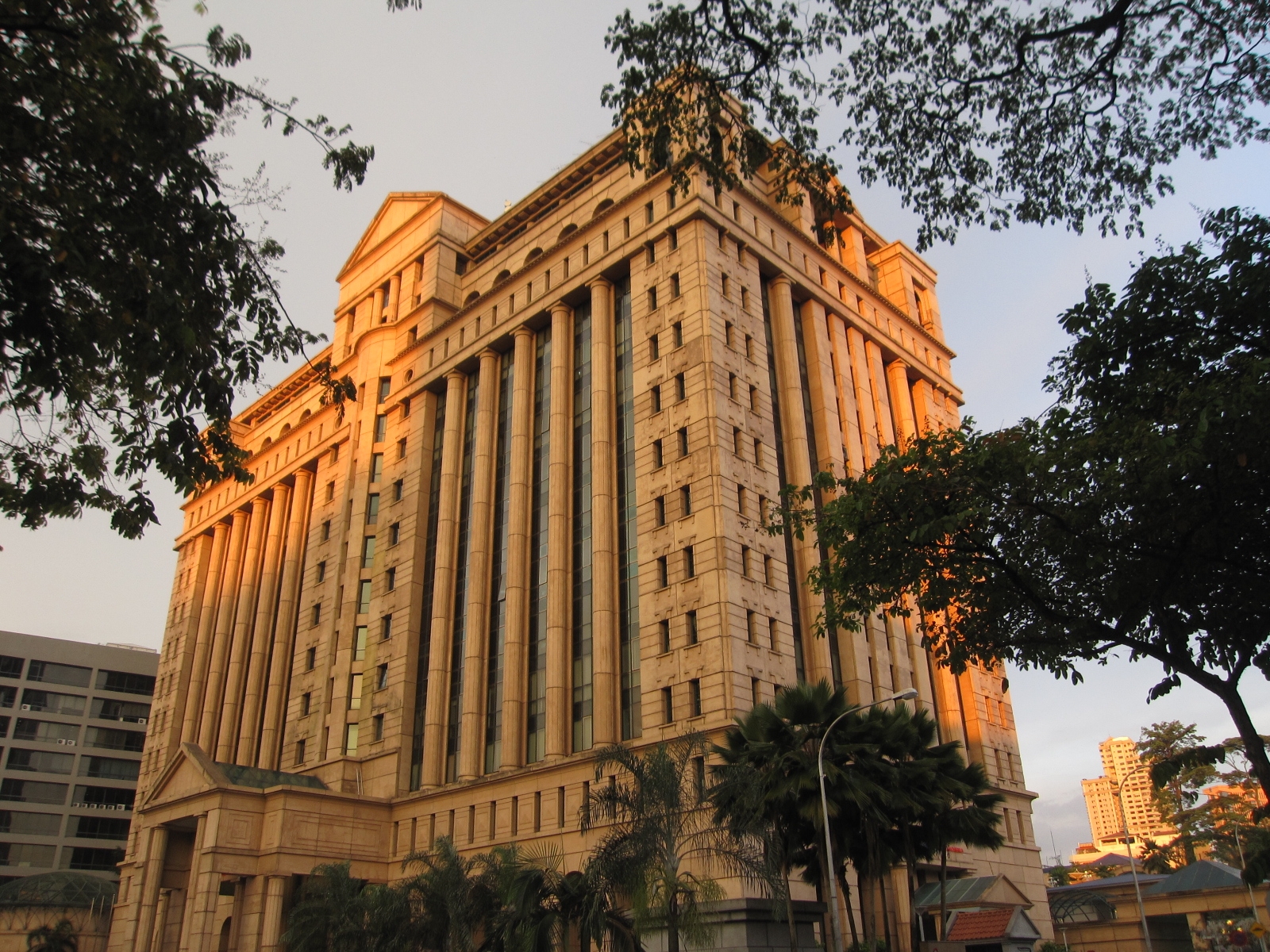
ساختمان محل برگزاری بازار بورس مالزی

بورس مالزی (به انگلیسی: Bursa Malaysia) بازار بورس اوراق بهادار مالزیایی است، که در شهر کوالالامپور، مستقر می‌باشد.
ریشه‌های تأسیس بورس مالزی به سال ۱۹۳۰ بازمی‌گردد، که مؤسسه کارگزاری بورس سنگاپور، اقدام به راه‌اندازی بورس اوراق بهادار کوالالامپور نمود.
بازار بورس مالزی، در سال ۱۹۶۴ میلادی به‌طور مستقل، فعالیت خود را آغاز نمود. در سال ۲۰۱۳ ارزش بازار سرمایه صاحبان سهام ۹۸۶ شرکت فهرست شده در بورس مالزی، معادل ۳۲۵٫۳ $ میلیارد دلار برآورد گردید.